# Kenny Cunningham (football, 1985)
Pour les articles homonymes, voir Kenny Cunningham et Cunningham.
Kenny Cunningham est un footballeur costaricien né le 7 juin 1985. Il est attaquant.

## Biographie
Kenny Cunningham commence sa carrière à l'AD Municipal Pérez Zeledon. Il rejoint en 2006 l'AD Carmelita. En 2007, il s'engage avec le LD Alajuelense. En 2008, il est transféré au CS Herediano, avant de jouer à l'AD San Carlos de 2009 à 2012. 
Kenny Cunningham quitte ensuite son pays natal et s'expatrie au Japon en signant un contrat avec le club du Gainare Tottori. L'équipe évolue en J-League 2.
Kenny Cunningham reçoit sa 1re sélection en équipe du Costa Rica le 11 décembre 2011, lors d'un match amical face à Cuba. À cette occasion, il inscrit son premier but international.